# Prvi sirijski rat
Prvi sirijski rat je predstavljao prvi veći sukob među helenističkim državama nakon što su godine 281. pne. ubijeni Seleuk i Lizimah, posljednji originalni dijadosi. Seleukov sin Antioh, koji je imao ozbiljnih problema pri konsolidaciji vlasti u zapadnom dijelu carstva, smatrao je da se oni mogu riješiti jedino ekspanzijom na račun egipatskih posjeda na Levantu i Anadoliji. U tu je svrhu pripremio savez s Magasom, polubratom egipatskog kralja Ptolemeja II., za koga je dao vjenčati svoju kćer Apamu.
Magas je nakon vjenčanja proglasio nezavisnost Kirene te pokrenuo pohod protiv polubrata sa zapada, dok je Antioh napao egipatske posjede sa sjevera i istoka. Antioh je zabilježio početne uspjehe, osvojivši dijelove sirijske obale i južnu Anadoliju. Međutim, tada se pokazalo kako je Ptolemej II. daleko sposobniji vladar nego što se smatralo. Njegova sestra i supruga Arsinoja je vješto suzbila dotadašnje dvorske spletke, dok je Ptolemej organizirao protunapad i porazio Antioha. Tome je doprinijela i pobuna Marmarida, libijskih nomada zbog kojih je Magas morao odustati od svog pohoda. Do godine 271. pne. kada je sklopljen mir, Ptolemej je uspio ne samo povratiti sve izgubljene teritorije, nego i egipatsku vlast proširiti na Kariju.
To je bio prvi od šest Sirijskih ratova.